# 玉山寺石窟
玉山寺石窟，位于中国甘肃省镇原县，为一个省级文物保护单位，类型为石窟寺及石刻。
玉山寺石窟的历史年代为宋代。